# Joe Thuney
Joseph Thuney (Centerville, 18 novembre 1992) è un giocatore di football americano statunitense che milita nel ruolo di offensive guard per i Chicago Bears della National Football League (NFL).

## Carriera

### New England Patriots
Al college, Thuney giocò a football alla North Carolina State University. Fu scelto nel corso del terzo giro (78º assoluto) nel Draft NFL 2016 dai New England Patriots. Durante il training camp estivo si guadagnò il posto di guardia sinistra titolare e debuttò come professionista nel primo turno vinto contro gli Arizona Cardinals. A fine stagione fu inserito nella formazione ideale dei rookie dalla Pro Football Writers of America.
Alla fine della stagione 2018 Thuney partì come titolare nel Super Bowl LIII vinto contro i Los Angeles Rams per 13-3.
Nel 2019 Thuney fu inserito nel Second-team All-Pro.
Il 16 marzo 2020, i Patriots applicarono su Thuney la franchise tag.

### Kansas City Chiefs
Il 15 marzo 2021 Thuney firmò con i Kansas City Chiefs un contratto quinquennale del valore di 80 milioni di dollari. Nel 2022 fu convocato per il suo primo Pro Bowl e inserito nel Second-team All-Pro. Il 12 febbraio 2023, nel Super Bowl LVII vinto contro i Philadelphia Eagles per 38-35, partì come guardia sinistra titolare, conquistando il suo terzo titolo.
Alla fine della stagione 2023 Thuney fu convocato per il suo secondo Pro Bowl e inserito nel First-team All-Pro. A fine stagione i Chiefs batterono i San Francisco 49ers nel Super Bowl LVIII, conquistando il suo quarto titolo.

### Chicago Bears
Il 5 marzo 2025 fu scambiato con i Chicago Bears per una scelta del quarto giro del Draft NFL 2026. Il 20 maggio firmò un nuovo contratto biennale del valore di 35 milioni di dollari.

## Palmarès

### Franchigia
- Super Bowl : 4

New England Patriots: LI, LIII
Kansas City Chiefs: LVII, LVIII
- American Football Conference Championship: 6

New England Patriots: 2016, 2017, 2018
Kansas City Chiefs: 2022, 2023, 2024

### Individuali
- Convocazioni al Pro Bowl: 3

2022, 2023, 2024
- First-team All-Pro: 2

2023, 2024
- Second-team All-Pro: 2

2019, 2022
- PFWA All-Rookie Team - 2016